# Tetragnatha isidis
Tetragnatha isidis este o specie de păianjeni din genul Tetragnatha, familia Tetragnathidae. A fost descrisă pentru prima dată de Simon, 1880. Conform Catalogue of Life specia Tetragnatha isidis nu are subspecii cunoscute.